# Leyendas Infantiles
Leyendas Infantiles fue una revista infantil española publicada entre 1943 y 1950 por varias editoriales. Fue uno de los doce tebeos que en la posguerra consiguió la autorización para su publicación periódica, junto a Flechas y Pelayos, Maravillas, Biblioteca Maravillas, Chicos, Mis Chicas, Chiquitito, Clarín, El Gran Chicos, ¡Zas!, Junior Films y Bazar.

## Primera época: 1942-1943
En 1943 se autorizó a Teodoro Delgado la publicación periódica de Leyendas Infantiles, editando hasta 1943 83 números.

## Segunda época: 1943-1945
En 1943 Teodoro Delgado vendió la cabecera a Hispano Americana de Ediciones, que no había conseguido permiso de edición para relanzar sus títulos anteriores a la guerra. Con un formato de 36 x 26 cm., Hispano Americana reeditó el éxito del añejo Aventurero, presentando abundante material estadounidense. También publicó a autores españoles como Ardel (que ejerció de director artístico), José Escobar, Alfons Figueras y Juan García Iranzo; todo ello, en 99 números, los que van del 84 al 182.
| Años | Números | Título                          | Autoría                       | Procedencia                   |
| ---- | ------- | ------------------------------- | ----------------------------- | ----------------------------- |
|      |         | Agente secreto X-9              | Dashiell Hammett/Alex Raymond | Tira de prensa estadounidense |
|      |         | Flash Gordon                    | Alex Raymond                  | Tira de prensa estadounidense |
|      |         | Popeye                          | Segar                         | Tira de prensa estadounidense |
|      |         | Radio Patrol                    | Charlie Schmidt               | Tira de prensa estadounidense |
|      |         | Tarzán                          | Burne Hogarth                 | Tira de prensa estadounidense |
| 1944 |         | Dick Norton                     | G. Iranzo                     | Nueva                         |
| 1944 |         | Antonio Barbas Heredia          | G. Iranzo                     | Nueva                         |
| 1944 |         | Cumbres Borrascosas             | Jaime Juez                    | Adaptación de la novela       |
| 1944 |         | Leoncito                        | Pedro Alférez                 | Nueva                         |
| 1944 |         | El misterioso caso de Villa Pez | Ardel                         | Nueva                         |

## Tercera época: 1946-1950
En 1946 Teodoro recuperó la propiedad del tebeo.
| Años | Números | Título                                  | Autoría        | Procedencia |
| ---- | ------- | --------------------------------------- | -------------- | ----------- |
| 1947 |         | Un hombre del siglo XX en la Edad Media | Alfredo Ibarra | Nueva       |
| 1947 |         | Pituito                                 | Alfredo Ibarra | Nueva       |